# Pruïja
La pruïja o el prurit, comunament anomenada picor, rabior o gratera (a partir del mot llatí "prurico", amb el mateix significat), és una sensació cutània de formigueig subjectiu, freqüent i peculiar: una “irritació incòmoda de la pell que comporta un desig de gratar-ne la part en qüestió” (Darier). Pot ocórrer a qualsevol part del cos, de manera concreta o generalitzada, en diferents intensitats, a qualsevol hora del dia i a qualsevol edat (tot i que és més probable en persones grans, perquè tendeixen a tenir la pell més seca, la qual cosa agreuja aquest malestar). No s'ha de confondre amb els prurígens, que presenten lesions a la pell a més de la pruïja.
Pot ser considerada una forma lleu de dolor, perquè la informació d’ambdues experiències sensorials és transmesa pel mateix feix de nervis i tracte espinotalàmic. A més, en les ferides cicatritzades, el dolor es transforma en pruïja al llarg d'un procés progressiu paral·lel amb la millora, a causa de l'abundància de mastòcits en les ferides.
La pruïja no és una malaltia, sinó un símptoma; per la qual cosa requereix un diagnòstic etiològic per a detectar l'enfocament terapèutic adient. Pot tractar-se d'una manifestació isolada (irritació, al·lèrgia o per una causa psicògena) o es pot acompanyar de malalties i d'altres processos cutanis. No sempre es pot saber quina causa l'indueix, però sol dependre dels estímuls desencadenants, de l'estat de les terminacions i de les vies nervioses on es capten aquests estímuls, i de la capacitat de percepció dels centres talamocorticals corresponents.

## Causes

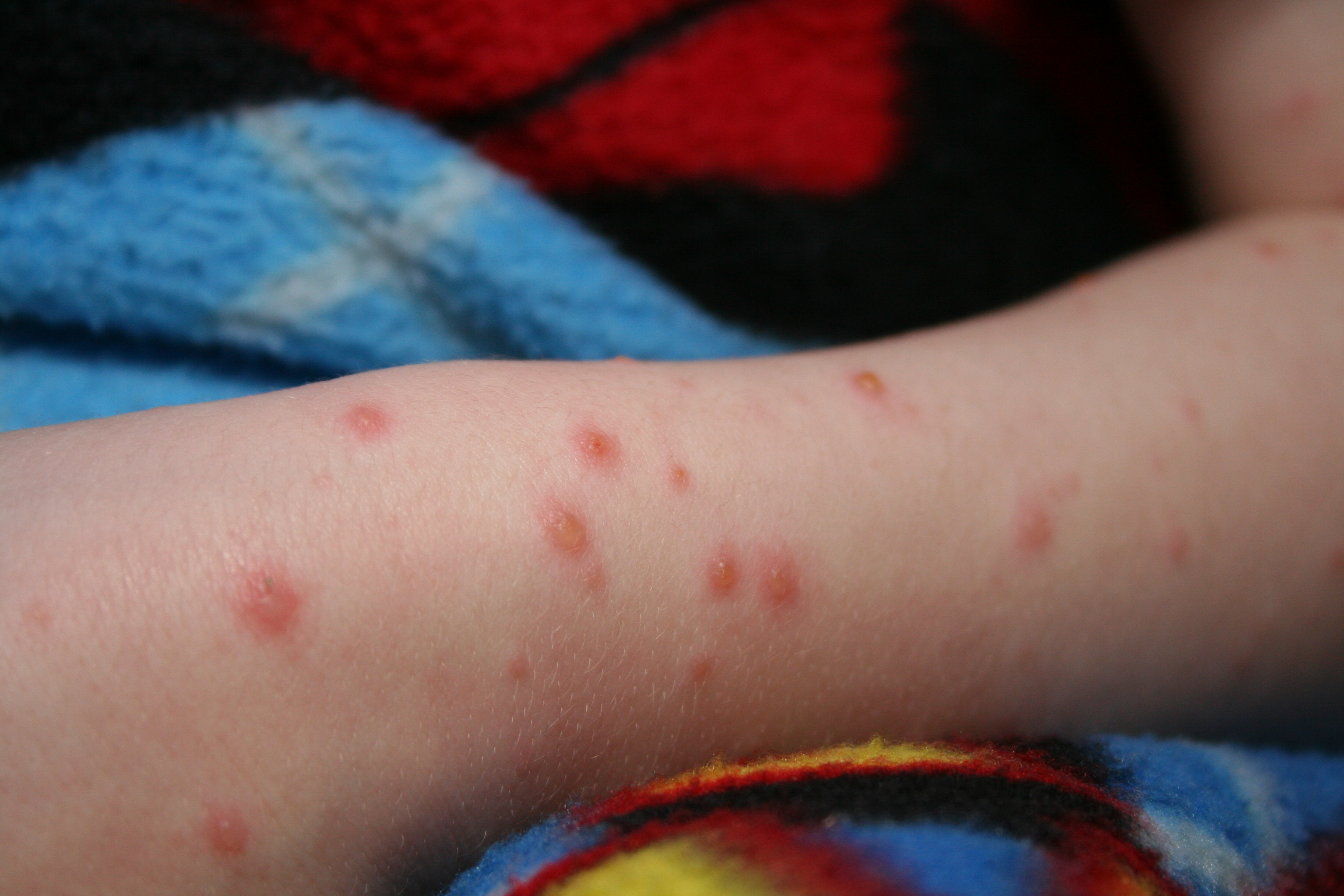
Manifestació de varicel·la, infecció causant de prurit

### Infeccions
- Larva migrant cutània: erupció dèrmica de caràcter lineal i serpiginós (que es cura per una banda i s’estén per l’altra de manera serpentejant), produïda per larves de cucs nematelmints.[7]
- Poll del cabell: la picor en el cuir cabellut, el coll i les orelles és un dels principals símptomes d’existència de polls al cabell. El poll s’alimenta de la sang que es troba en el cuir cabellut, de manera que el prurit que experimenta la persona en presència d’aquests es tracta d’una reacció al·lèrgica a la picada de l’insecte.[3]
- Herpes: infecció causada per un virus herpes simple (VHS). Pot ser bucal, provocant llagues al voltant de la boca o a la cara, o genital, amb afectacions als genitals, les natges o l’àrea de l’anus.[8]
- Picades d’insecte, com ara mosquits o aràcnids. Quan l'insecte pica, injecta verí o líquid corporal, el qual provoca una reacció cutània local que es tradueix en envermelliment o inflamació, elements que produeixen picor.[9]
- Sarna: el prurit, que apareix aproximadament un mes després de la infestació per part de l'àcar Sarcoptes scabiei, que provoca la malaltia, és el principal símptoma d'aquesta. Inicialment, es manifesta a la zona on es localitzen els túnels subcutanis elaborats pel paràsit i posteriorment es generalitza. Augmenta d’intensitat durant la nit o en moure la roba de llit, ja que l’àcar presenta una major activitat amb la calor.[10]
- Varicel·la: es caracteritza per l’aparició de febre i una erupció cutània principalment de la cara i el tronc corporal, la qual provoca prurit.[11]
- Dermatitis per cercàries, o prurit del nedador: l'erupció cutània és produïda per les cercàries, paràsits que penetren en la pell provocant una reacció al·lèrgica, la qual deriva en una dermatitis que normalment va acompanyada de picor.[12]
- Tungiosi: malaltia parasitària de la pell causada per la penetració de la puça de sorra femella (Tunga penetrans) a la pell de l'hoste.[13]

### Ambient i al·lèrgies
- Reacció al·lèrgica en contacte amb substàncies químiques específiques, com ara urushiol, derivat de l'heura verinosa o el roure verinós,[14] o el Bàlsam del Perú.[15]
- Fotodermatitis: la pell reacciona de forma anòmala davant la radiació ultravioleta; la llum danya la superfície cutània mitjançant la creació de radicals lliures, de manera que les pells més sensibles a l’aparició d’aquestes substàncies activen una reacció al·lèrgica com a resposta immunitària. Donat que es tracta d’una activació no adequada, es produeixen lesions cutànies que produeixen una intensa irritació associada al prurit.[16]
- Urticària: el prurit que caracteritza la urticària és el resultat de l’alliberament d'histamina a la dermis, una de les diverses substàncies vasoactives que provoquen l’aparició de la malaltia.[17]

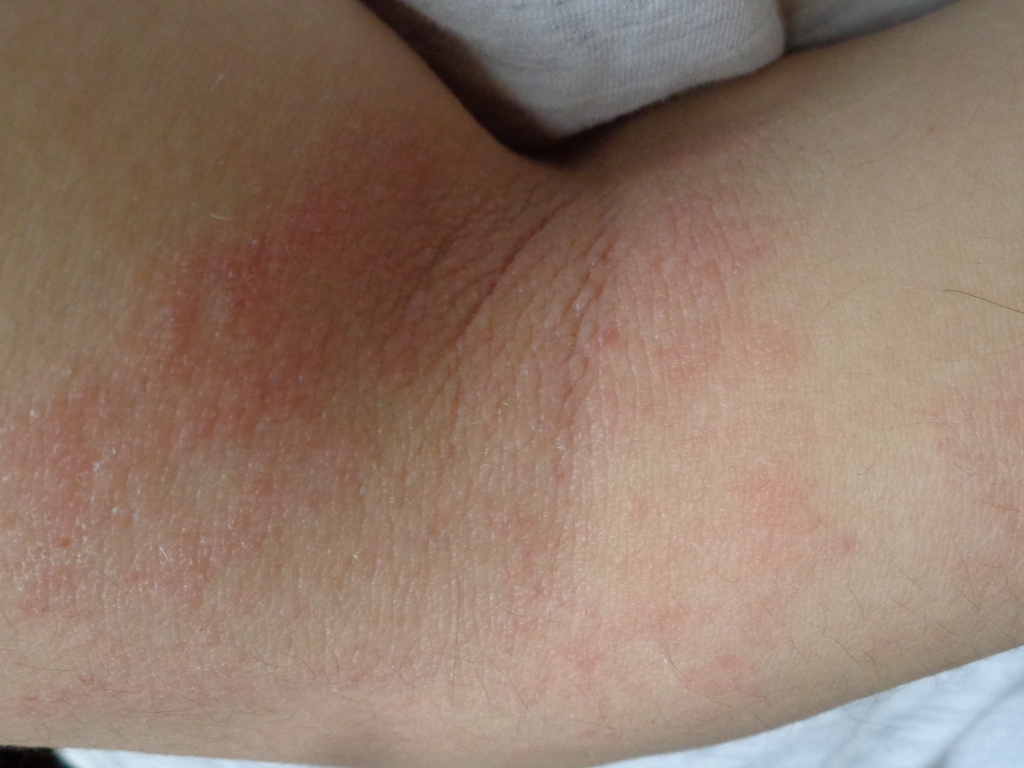
Manifestació de dermatitis atòpica en braç, possible causa de prurit

### Malalties de la pell
- Caspa: la descamació excessiva del cuir cabellut es troba associada al prurit.[18]

- Afeccions de la pell (psoriasi, èczema, dermatitis seborreica, peu d’atleta[19] i hidradenitis supurativa).[14]

- Dermatitis atòpica: es caracteritza per lesions d'èczema que apareixen en aquesta.[20] En infants amb dermatitis atòpica, l’èczema acostuma a produir-se a la cara, el cuir cabellut, el tronc, braços extensors i cames.[14]
- Xerosi (pell seca): la picor a causa de pell seca, coneguda també com a xerosi o èczema asteatòtic, s'acostuma a trobar present en la part baixa de la regió anterolateral de les cames, tot i que també se’n pot trobar a zones com l'esquena, el flanc, l'abdomen i la cintura.[14]

### Altres malalties
- Diabetis melitus: alteració metabòlica caracteritzada per la presència d’una hiperglucèmia crònica, acompanyada d’alteracions en el metabolisme dels hidrats de carbonis, les proteïnes i els lípids.[21]
- Hiperparatiroïdisme: (primari) entitat clínica que es caracteritza per la producció autònoma de parathormona (PTH), la qual cosa suposa una hipercalcèmia o calci sèric normal-alt.[22]
- Icterícia i colèstasi (bilirrubina): una de les manifestacions clíniques de la colèstasi és la icterícia i un prurit intens, relacionat amb la retenció de sals biliars. Quan aquest és molt agreujat, pot anar acompanyat de hiperpigmentació i un engruiximent de la pell degut a l’acció del rascat.[23]
- Malignitat o càncer intern, com ara limfomes o malaltia de Hodgkin[14]
- Policitèmia: a causa de la sobre-quantitat de glòbuls vermells en sang que implica la policitèmia, aquesta és molt espessa i no pot fluir de manera normal pels vasos sanguinis, provocant prurit, d’entre altres símptomes, que es veu especialment agreujat després d’un bany amb aigua calenta.[24]
- Malaltia psiquiàtrica ("picor psicogènica", tal com s'observa en el deliri de parasitosi): la creència falsa de la persona que petits insectes o àcars habiten dins la pell o el cos de la persona que pateix del deliri, provoquen una sensació de picor o irritació en el pacient.[25]
- Malaltia de la tiroide: l'hipertiroïdisme és la causa més freqüent de prurit endocrí.[1] En l'hipotiroïdisme, la picor s’associa a la sequedat de la pell que aquest provoca.[26]
- Urèmia, provoca prurit urèmic. Trastorn del funcionament renal que es produeix quan els ronyons no poden eliminar correctament la urea del cos, de manera que les restes d'orina s’acumulen en sang.[27]

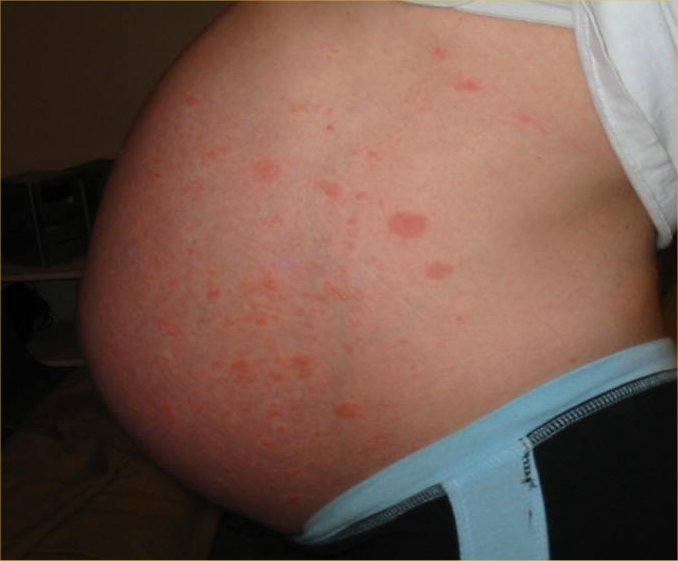
Vista lateral d'abdomen amb prurigen gestacional, possible causa de prurit

### En relació amb l'embaràs
- Herpes gestacional: la manifestació clínica més comú de l’herpes gestacional són plaques d’urticària que provoquen una intensa sensació de picor. En un inici, es troben localitzades en el tronc o regió umbilical, i es desenvolupen cap als palmells de les mans, les plantes dels peus, la cara i la mucosa oral.[28]
- Colèstasi de l'embaràs: pot presentar prurit en l'últim trimestre de gestació. La picor que ocasiona, i la conseqüent rascada, poden causar excoriacions cutànies o canvis prurigo-nodulars a les extremitats.[29]
- Dermatosis específiques de l'embaràs: herpes gestationis, erupció polimorfa de l'embaràs, prurigen gestacional i foliculitis de l'embaràs.[30]

## Mecanismes
La raó evolutiva de gratar-nos en presència d’un estímul pruriginós és perquè permetia eliminar amenaces parasitàries i altres irritants com al·lèrgens i espines. S'encomana de la mateixa forma que els badalls, en tant que garanteix la supervivència de les persones físicament properes en el moment de picor. La picor no només té dimensions aversives, sinó que també té un component hedònic, que pot ser un factor clau per a la gratada compulsiva.
La picor s’ha classificat en funció de si pot originar-se al sistema nerviós perifèric (dèrmic o neuropàtic) o al sistema nerviós central (neuropàtic, neurogènic o psicogènic). Quan no hi ha cap causa identificable, es coneix com a pruïja essencial. La picor cutània, també coneguda com pruïja pruritoceptiva, es deu a la inflamació de la pell. La picor neuropàtica és causada per una picor que sorgeix a qualsevol lloc de la via nerviosa aferent a causa del dany del sistema nerviós. Se sol observar en neuràlgies herpètiques, esclerosi múltiple i tumors cerebrals. La picor neurogènica s’origina de forma centralitzada sense evidències de patologia neuronal, tal com es veu a la colèstasi. Per acabar, la picor psicogènica es veu en estats delirants, com la parasitofòbia.
Quan algun estímul entra en contacte amb la pell, les terminacions nervioses lliures de l'epidermis, la capa més externa de la nostra pell, transmeten aquesta informació per mitjà de missatges elèctrics i químics passant per l'espina dorsal fins al cervell. Diferents estímuls activen diferents vies neurals i causen diferents sensacions al nostre cervell. Hi ha un circuit específic per la picor, i la resposta única i universal al prurit és rascar-se.
La neurobiologia de la picor i les seves vies neuronals, interactuen amb el dolor i estan relacionades amb el processament central de la picor.Rascar-nos genera una senyal de mal lleu que quan arriba al cervell emmascara i anul·la la senyal de la picor, raó per la qual un cop, una punxada o una pressió molt forta també causa alleujament. Existeix una àmplia superposició de sistemes receptors entre el dolor i la picor, inclosos els receptors activats per proteasa (PARs) i el receptor potencial transitori del receptor vaniloide tipus 1 (TRPV1), a part de receptors d'histamina H1.
Una de les substàncies químiques que proporciona alleujament és el neurotransmissor serotonina. Aquesta, però, també facilita la reactivació de la senyal de la picor, de manera que augmenta exponencialment el que es coneix com a cicle de picor-rascat ("itch-scratch cycle").
La via de la picor que conforma els mecanismes neurals es podria dividir en tres etapes: els nervis primaris aferents, l'espina dorsal i el cervell.

### Mecanismes neurals de la picor
Els pruritògens són substàncies que estimulen les fibres C mediades per la picor. Aquestes fibres no mielinitzades són fibres de velocitat de conducció lenta (mitjana de 0,5 m/s) amb terminals extenses. Aquestes fibres innerven a la banya dorsal de la medul·la espinal a través del tracte espinotalàmic lateral cap al tàlem i, finalment, a l'escorça somatosensorial. Aleshores, el cervell interpreta la sensació de picor.

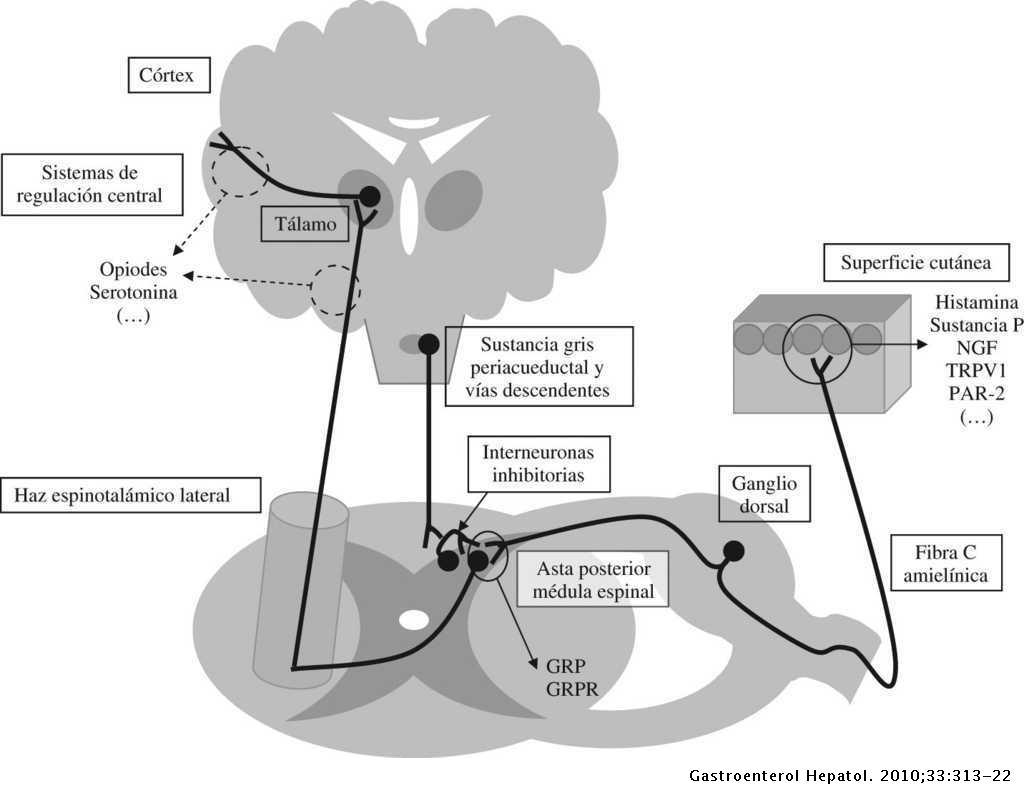
Via neural del prurit

Parts del tàlem

#### Nervis primaris aferents
Hi ha dues teories per explicar el processament sensorial pruriceptiu al sistema nerviós: la Teoria de l'Especificitat i la Teoria del Patró.
La teoria de l'especificitat de la picor estableix que hi ha subtipus específics de fibres nervioses sensorials i neurones de la medul·la espinal que són responsables de transmetre informació sensorial específica de la picor al sistema nerviós central. La teoria dels patrons, en canvi, postula que la sensació de picor es codifica a través de l’activació de molts receptors sensorials i neurones de la medul·la espinal i que el patró col·lectiu d’activitat neuronal determina la sensació final. Per tant, el patró d’activació determina si s’experimenta picor, dolor o tacte no nociu. Actualment se segueix més la teoria de l'especificitat que no pas la de patrons, però encara no s'ha arribat a un consens científic.
La picor pruriceptiva s’origina quan s’activen terminals nerviosos sensorials específics, generalment situats a la pell, després de l'exposició a una substància pruriginosa que sovint comporta danys a la pell o inflamació. Aquestes fibres es classifiquen segons la seva velocitat i la modalitat sensorial que les excita. Les fibres nervioses mielinitzades de conducció ràpida (Aβ) responen a l'estimulació mecànica no nociva de la pell, mentre que les fibres dels nervis mielinitzats (Aδ) i no mielinitzats (C) responen a l'estimulació nociva i als canvis de temperatura de la pell.
Les fibres C es classifiquen segons els estímuls que les exciten. Les fibres C, sensibles a la histamina, tenen velocitats de conducció més lentes que la majoria de les fibres. En els experiments que s’han dut a terme per obtenir quines són les fibres que intervenen en la transducció de la picor s’ha fet servir la capsaïcina, l’ingredient picant del pebrot que provoca dolor ardent. Una aplicació repetida de capsaïcina a una subpoblació de fibres C sensible a aquesta, pot desensibilitzar-les. La dessensibilització causada per capsaïcina no només fa desaparèixer el dolor ardent, sinó que també evita la sensació de picor provocada per l'administració d'histamina. Això és perquè les fibres C cutànies que responen a la histamina també responen a la capsaïcina.

#### Espina dorsal
Després de l’activació de les terminacions nervioses sensorials perifèriques de les neurones del gangli de l'arrel dorsal (DRG) produint picor, formen sinapsis sobre neurones de segon ordre situades a la banya dorsal de la medul·la espinal. Les lesions a la part anterolateral de la medul·la espinal dels humans eliminen la sensació de picor contralateralment per sota del nivell de lesió. La pruricepció ascendeix al cervell a través del quadrant anterior de la medul·la espinal pel tracte talàmic espinal (STT).

#### Cervell
Les neurones STT pruriceptives projecten al nucli ventral posteromedial del tàlem. Els estímuls que produeixen picor es processen a les zones somatosensorials del cervell. L'escorça sensorial primària, l'escorça motora primària, l'àrea motora complementària i l'escorça premotora s’activen després de l'administració d'histamina, o una altra substància pruriginosa a la pell.

### Sensibilització de la picor
A més dels canvis en l’ambient inflamatori de la pell, els mecanismes de la picor pruriceptiva crònica també poden implicar un processament alterat pel sistema nerviós. Els estímuls nociceptius que normalment provoquen dolor en individus sans evoquen picor quan s’apliquen a la pell lesionada de pacients amb dermatitis atòpica. Els estímuls nociceptius que evoquen picor inclouen estimulació mecànica, escalfament i àcid a la pell.
La sensibilització de la picor es pot produir perifèrica o centralment. La sensibilització perifèrica s’estudia amb més freqüència en nociceptors i es caracteritza per una disminució del llindar d’activació, un augment de la capacitat de resposta. Després de l'exposició a substàncies inflamatòries o lesions, es podria millorar l'excitabilitat de les terminacions nervioses sensorials a la pell o en altres teixits que detecten substàncies pruriginoses. La sensibilització també es pot produir després de canvis en les neurones del sistema nerviós central, que s'anomena sensibilització central. Durant la sensibilització central, l'excitabilitat de les neurones del sistema nerviós central s’altera de manera que els estímuls no pruriginosos s’acoblen a les sensacions pruriginoses. L'augment de la densitat de fibres nervioses també podria mediar potencialment la picor pruriceptiva crònica.

## Tractament
Per a aplicar el tractament adient, en primer lloc caldrà establir-ne la causa. Quan no hi ha tractament etiològic, hom recorre al tractament simptomàtic, per a alleujar la picor i per a evitar la gratada: productes amb calamina, mentol, hidrocortisona, etc. El prurit es considera crònic si no desapareix al cap de 6 setmanes, cosa més freqüent en dones i en persones grans.
A part de l'etiologia, també cal conèixer l'edat del pacient, la localització de la picor, quant de temps fa que els símptomes estan presents, quin tipus de lesions es presenten, si hi ha exposició a algun factor que pot causar o empitjorar el prurit i si hi ha consum paral·lel d’algun medicament que tingui com a efecte advers el prurit.
Tractar adequadament cada cas és important per evitar el desenvolupament d’un trastorn que afecti la vida personal, o un agreujament incapacitant de la situació (lesions pel rascat, alteracions de la personalitat, úlceres cròniques, inhabilitar la pell com a barrera de protecció, etc.).

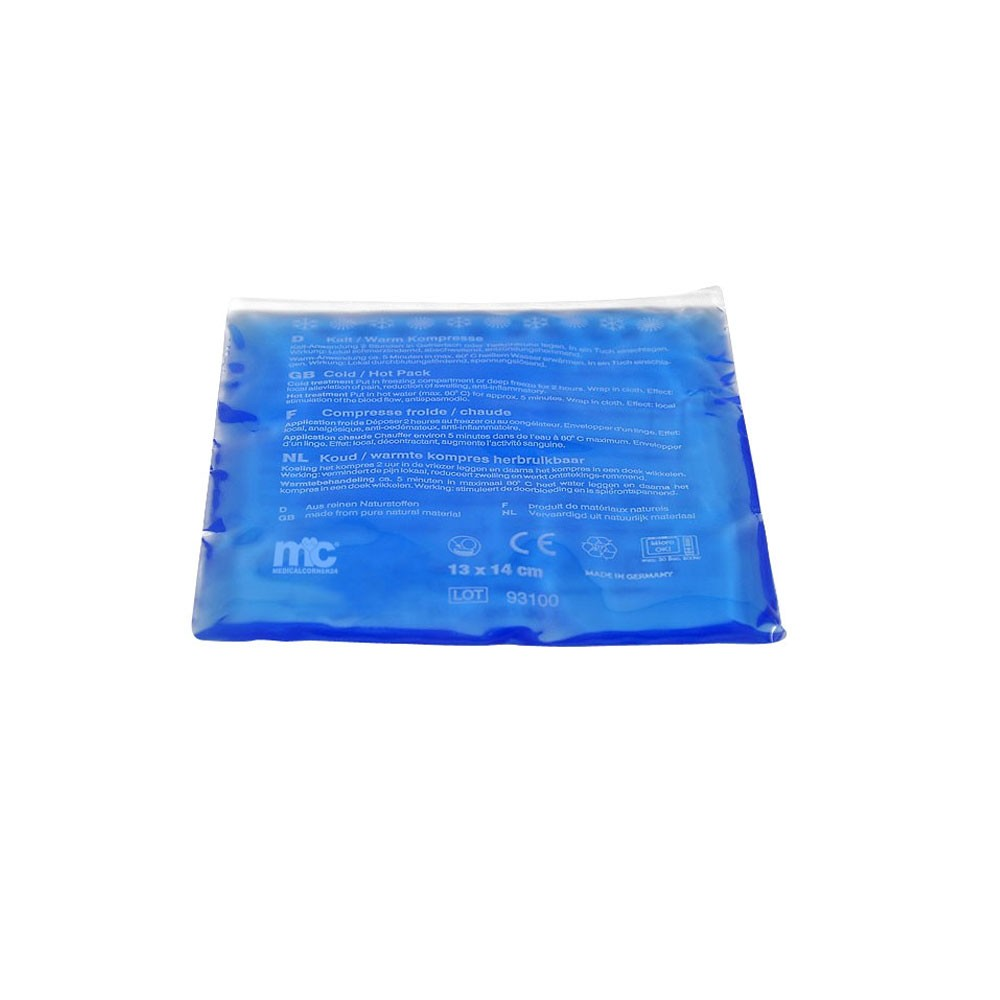
L'aplicació de compreses fredes a la zona afectada pot alleugerir les ganes de rascar-se

### Mesures complementàries o casolanes
El prurit no es pot prevenir, però les següents mesures ajuden a no agreujar la zona perjudicada, i a erradicar els casos suaus.
- Vestir amb roba fresca, neta i còmoda, especialment a l'hora de dormir;
- No rascar-se. Procurar tenir ungles curtes i dormir als guants per evitar fer-ho involuntàriament;
- Utilitzar poc sabó, retirant-lo completament del cos en esbandir-se (un bany de civada suavitza la pell);
- Utilitzar compreses fredes a la part afectada;
- Evitar l'excés de calor, humitat o sequedat en l'ambient;
- Fer activitats que ajudin a la distracció i al relaxament, i descansar;
- Identificar els elements desencadenants, ja siguin químics (cafè, alcohol, determinades espècies), mecànics (determinats teixits, ungles llargues) o psíquics (estrès, ansietat). Abans de començar un tractament convé eliminar l'exposició a aquests elements;
- Utilitzar un humidificador: pot proporcionar alleujament dels símptomes si la calefacció de casa fa que l'aire sigui sec.

La Guia Europea de Prurit Crònic afegeix un seguit de recomanacions
- Evitar conductes que indueixin a rascar la pell, com banys massa freqüents, l’aplicació de compreses amb alcohol o l’ingrés a saunes;
- Evitar el consum de picants, begudes calentes i licor;
- Evitar el contacte amb detonants d’al·lèrgies o agreujants de la pell atòpica, així com amb substàncies irritants com sabons i perfums;
- Utilitzar roba de cotó o de teles permeables al pas de l’aire;
- Aplicar locions o cremes hidratants per tot el cos després de banyar-se;
- Tractar l'estrès amb tècniques de relaxació o psicoteràpia.

### Tractament tòpic

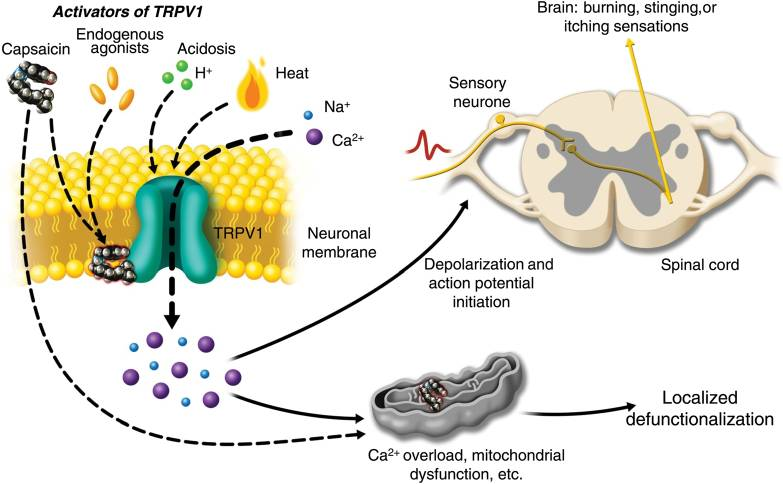
Representació gràfica de l'activació del TRPV1 per part de la capsaïcina (la qual cosa provoca, entre d'altres, picor).

(Que actuen sobre la pell) El seu objectiu és interrompre el cicle de prurit-rascat. Ho fa través de cremes o esprais, que sovint es poden obtenir sense prescripció mèdica. Alguns d'ells són:
- Locions refrescants, com per exemple de calamina
- Capsaïcina: és una substància anestèsica tòpica, que activa els receptors TRPV1 (receptor de potencial transitori) expressats en les fibres nervioses sensorials de la pell. La seva activació porta a una disminució de l'alliberament de neuropèptids. La eficàcia més gran d'aquest tractament s'ha trobat en casos de pruïja crònica o amb origen neuropàtic[41]
- Anestèsics locals: actuen sobre diversos receptors a la pell. La seva efectivitat es deu a la interferència amb la transmissió d’impulsos al llarg de les fibres sensorials, deprimint els receptors sensorials cutanis.[1]
- Agonistes del receptor cannabinoide: els cannabinoides tenen efecte antiinflamatori i antinociceptiu a la pell, perquè actuen sobre el seu respectiu receptor. L'N-palmitoil tanolamida és un agonista al receptor cannabinoide que ha mostrat ser efectiu en el tractament del prurit.[42]
- Mentol: indueix dilatació dels vasos sanguinis amb una posterior sensació de fred i efecte analgèsic, gràcies a l'acció sobre el receptor TRPM8, un receptor similar al TRPV1 de la capsaïcina.[43] Altres productes refrescants amb calamina o càmfora també són efectius.[1]
- Fototeràpia: teràpia basada en llum ultraviolada, efectiva en casos de prurit crònic, psoriasis, limfoma cutani, urticària crònica, etc. S’atribueix a la inhibició de mediadors que produeixen inflamació i l'apoptosi dels mastòcits.[44]

Després d’aplicar les cremes o ungüents, es recomana cobrir la pell tractada amb material de cotó humit per ajudar l’absorció i provocar un efecte refrescant.

### Tractaments sistemàtics

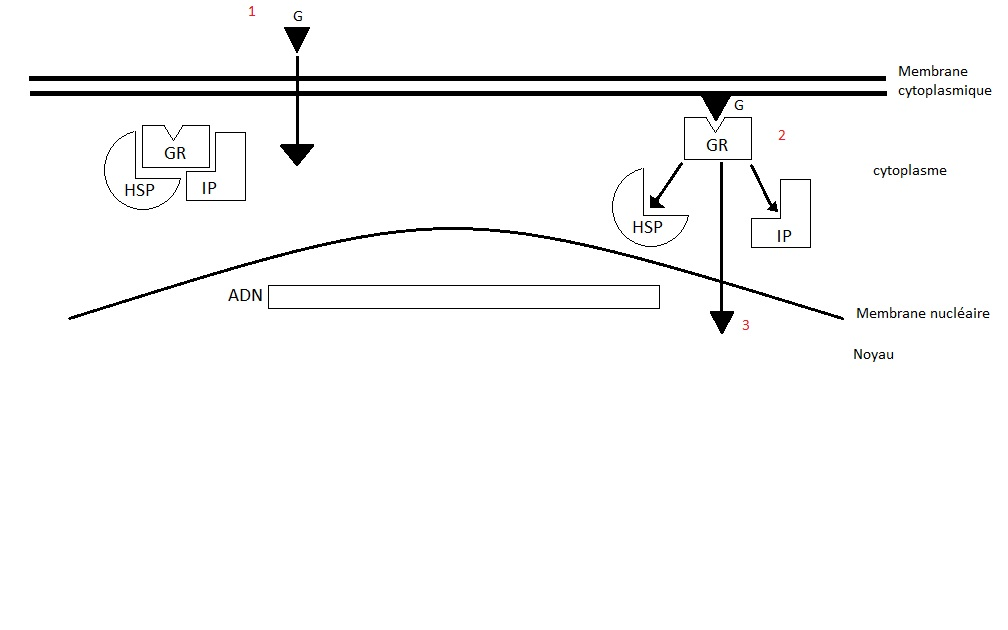
Representació gràfica de l'acció dels glucocorticoides

Actuen sobre tot el cos, pel que són els més adequats quan es pateix de prurit generalitzat. Alguns exemples són:
- Antihistamínics, com difenhidramina (Benadryl) o la Doxepina, són el tractament fonamental contra el prurit.[1]
- Antagonistes del receptor d'opioides: els antagonistes dels receptors μ inhibeixen la via del prurit inactivant els receptors opioides de la medul·la espinal.[45]
- Antidepressius: es consideren modificadors del llindar de prurit gràcies a la seva acció farmacològica sobre la histamina i serotonina, especialment en casos de prurit refractari i en els casos on les picors predominen durant la nit.[46] Alguns exemples són la fluoxetina (Prozac) i la sertralina (Zoloft).[3]
- Aprepitant: es tracta d’un antagonista del receptor de neurokinina 1, i la seva efectivitat s’atribueix a la seva acció sobre la substància P, la qual té un important paper en la inducció del prurit i de la inflamació.[47]

### Casos especials
Hi ha certes persones amb les quals cal prendre precaucions especials, tot i que el més adient és acudir al metge.
- Embaràs i lactància: l’aplicació de locions de calamina i banys refrescants amb avena pot evitar l’ús de substàncies com els corticoides o el mentol, les quals no són recomanades en aquestes circumstàncies.
- Infants menors de dos anys: loció de calamina i banys refrescants amb avena. Això es deu al risc que pot portar l’absorció sistèmica de fàrmacs i a la dificultat d’establir les causes de la pruïja pels problemes de comunicació.
- Ancians: aplicació d'emol·lients després del bany per procurar restituir la hidratació cutània (la principal causa de picors en aquest grup d’edat). No es recomanen banys d'avena per evitar el refredament.

## Història

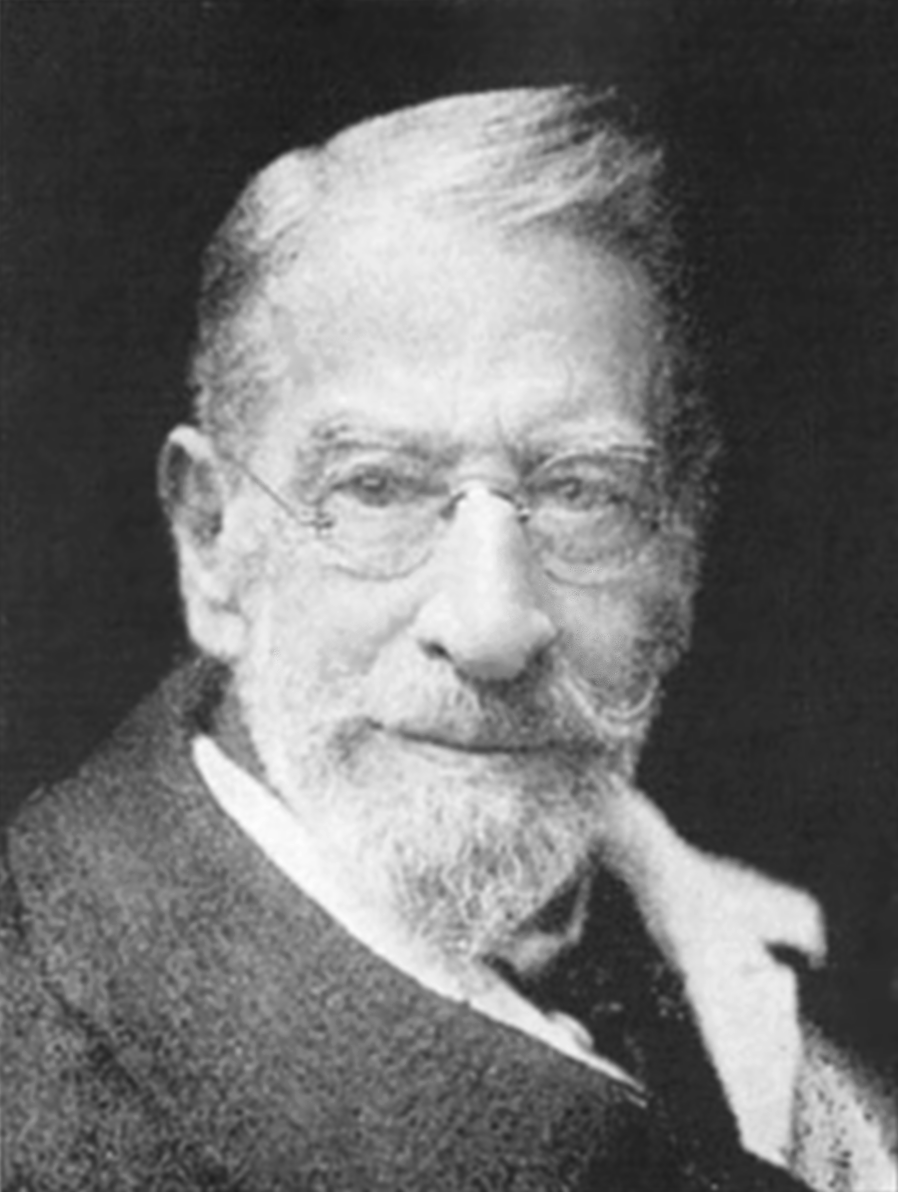
Ferdinand-Jean Darier (1856-1938)

Ferdinand-Jean Darier va ser un metge francès especialitzat en dermatologia, que va fer molts avenços en l'estudi de la picor.
La definició estandarditzada que avui dia utilitzem per referir-nos a la pruïja va ser descrita pel metge alemany Samuel Hagernreffer l’any 1660.
L'any 2009, l'International Forum on the Study of Itch (IFSI) va formular una definició alternativa del concepte, explicant-lo com una sensació de la pell no plaent que comporta el desig de rascar-se.

## Epidemiologia
Aproximadament 280 milions de persones al món pateixen dificultats per causa de la pruïja, el que representa un 4% de la població. Així i tot, no existeixen gaires dades epidemiològiques perquè en general les persones no acudeixen al metge per picors. L'any 2004 es va fer un estudi a Europa on van participar 40.888 persones, en el que es va demostrar que el prurit és el símptoma cutani més prevalent, presentat pel 54,4% dels pacients amb alteracions a la pell. A més, podem comptar amb les següents dades:
- Entre un 2 i un 3% de la població pateix psoriasis, malaltia un dels símptomes de la qual és la picor;
- Un 20% de la població adulta estatunidenca pateix de prurit;
- El símptoma de prurit està present en un 25% dels pacients amb icterícia, en un 30% dels pacients amb insuficiència renal crònica que no estan sotmesos a diàlisi, un 85% dels sotmesos a hemodiàlisi i en un 50% dels pacients que reben diàlisi renal.
-Pel que fa a la colangitis biliar primària, un 60% dels seus pacients aproximadament presenten prurit en algun moment de la malaltia. Entre els pacients amb policitèmia vera, trobem un percentatge d’entre el 48-70%. I per la malaltia de Hodgkin un 35%.
- Pel que respecta al prurit crònic, té una prevalença del 8,4%. Segons aquest altre estudi. Entre el 10 i el 50% de pacients amb prurit sense causa dermatològica tenen una malaltia sistèmica subjacent. Un altre estudi ha trobat la dada alternativa d'una prevalença del 13,5%, on les dones estan més afectades que els homes. En la població major de 65 anys, el prurit crònic pren una prevalença del 12%, i va augmentant amb l'edat.
-S’estima que el 18% de les persones embarassades presenten prurit